# Prem
Prem é um município da Alemanha, situado no distrito de Weilheim-Schongau, no estado da Baviera. Tem 15,91 km² de área, e sua população em 2019 foi estimada em 896 habitantes.